# Батгърл (филм)
„Батгърл“ (на английски: Batgirl) е отменен американски супергеройски филм по едноименния персонаж на Ди Си Комикс. Режисьори са Адил Ел Арби и Билял Фалах, а сценарият е на Кристина Ходсън. Филмът е плануван да е част от Разширената вселена на Ди Си, но на 3 август 2022 г. съобщават че няма да го излъчат по кината, нито HBO Max, след като тестовата публика не реагира добре на филма.  Шан Кейн от „Гардиън“ определя филма като „един от най-скъпите отменени филми в историята на киното“.

## Актьорски състав
| Актьор          | Роля                     |
| --------------- | ------------------------ |
| Лесли Грейс     | Барбара Гордън / Батгърл |
| Майкъл Кийтън   | Брус Уейн / Батман       |
| Джей Кей Симънс | Комисар Джеймс Гордън    |
| Брендън Фрейзър | Светулката               |
| Айвъри Акуино   | Алисия Йео               |